# Мераи, Тибор
Тибор Мераи (венг. Méray Tibor; 6 апреля 1924, Будапешт, Венгрия — 12 ноября 2020, Париж, Франция) — венгерский журналист, писатель.

## Биография
Окончил Будапештский университет по специальности «венгерская и латинская литература».
Работал в газете «Сабад неп» (Szabad Nép) — органе коммунистической партии, заведовал отделом культуры, впоследствии стал членом редколлегии. В течение полутора лет был военным корреспондентом «Сабад неп» на Корейской войне.
В 1953—1954 годы Тибор Мераи — секретарь парторганизации Союза венгерских писателей (СВП), с 1954 года — секретарь этой творческой организации. После событий 1953 года — сторонник Имре Надя, вследствие чего в 1955 году лишился должности и в газете, и в СВП. После Венгерского восстания 1956 года, Мераи вместе с семьёй эмигрировал в Югославию. С 1957 года жил во Франции.
В течение 27 лет редактировал издававшуюся за границей Венгрии газету «Иродалми уйшаг» (Irodalmi Újság), запрещённую к распространению в Венгрии режимом Кадара. Был первым секретарём ПЕН-клуба писателей в изгнании и председателем Венгерской лиги защиты прав человека.
В 1989 году, после 33-х лет эмиграции, Тибор Мераи приехал в Будапешт, чтобы участвовать в торжественном перезахоронении праха Имре Надя, и по просьбе семьи покойного произнёс речь над его могилой.

## Сочинения
- Тринадцать дней. Нью-Йорк: Фредерик А. Прегер, 1961.
- 13 дней. Имре Надь и венгерская революция 1956 года. Москва: Логос, 2007.